# Місцеві вибори в Одеській області 2020
Місцеві вибори в Одеській області 2020 — вибори депутатів Одеської обласної ради, районних рад, міських, селищних. сільських голів та рад громад, які відбулися 25 жовтня 2015 року в рамках проведення місцевих виборів у всій країні.
Вибори відбулися за пропорційною системою та відкритими списками із кандидатами (від 5 до 12) закріпленими за 14 виборчими округами. Для проходження до ради партія повинна була набрати не менше 5% голосів.

## Одеська обласна рада
За результатами виборів до Одеської обласної ради пройшли депутати від 7 політичних партій:
| Місце | Партія                          | % голосів | Кількість голосів | Усього місць |
| ----- | ------------------------------- | --------- | ----------------- | ------------ |
| 1     | Опозиційна платформа — За життя | 26,81 %   | 151 991           | 24 / 84      |
| 2     | Слуга народу                    | 17,55 %   | 99 479            | 16 / 84      |
| 3     | Довіряй ділам                   | 11,8 %    | 66 875            | 13 / 84      |
| 4     | Європейська Солідарність        | 10,37 %   | 58 804            | 10 / 84      |
| 5     | За Майбутнє                     | 10,01 %   | 56 749            | 10 / 84      |
| 6     | ВО «Батьківщина»                | 6,84 %    | 38 753            | 7 / 84       |
| 7     | Партія Шарія                    | 5,09 %    | 22 552            | 6 / 84       |

### Ізмаїл
| Кандидат                              | %       | Голосів |
| ------------------------------------- | ------- | ------- |
| 1. Андрій Абрамченко («Слуга народу») | 81,51 % | 16 321  |
| 2. Сніжана Кравцуненко («ОПЗЖ»)       | 11,06 % | 2 214   |
| 3. Олег Шиляєв (ВО «Батьківщина»)     | 2,19 %  | 438     |

### Чорноморськ
| Кандидат                         | %       | Голосів |
| -------------------------------- | ------- | ------- |
| 1. Василь Гуляєв («За майбутнє») | 34,31 % | 7 754   |
| 2. Михайло Дудников («ОПЗЖ»)     | 25,29 % | 5 715   |
| 3. Юрій Крук («Довіряй ділам»)   | 17,71 % | 4 003   |